# Psicobloc
El psicobloc (deep-water soloing en anglès) és una de les variants més noves de l'escalada esportiva. En concret, és una de les derivacions de l'escalada de blocs o búlder (de l'anglès boulder). El búlder es caracteritza per escalar parets d'una altura relativament escassa, generalment no més de 5-6 metres, amb l'única protecció d'un matalàs especial conegut amb el nom de crashpad.
El psicobloc consisteix a realitzar el mateix tipus d'escalada sense corda però sobre l'aigua (ja sigui sobre el mar, un riu, un embassament, etc.). Així, s'aprofita l'aigua per esmorteir, cosa que permet a més poder fer blocs de més altura (al voltant dels 20 metres) que en el cas del búlder tradicional.
Per arribar fins a la paret es fan servir tota mena de mètodes: barques inflables, matalassos o simplement s'hi arriba nedant. Quan es produeix una caiguda, l'escalador ha d'intentar caure a l'aigua de manera vertical per esmorteir millor la caiguda.

## Origen
Va ser a partir del 1978 quan Miquel Riera Picón va començar a practicar el psicobloc a Mallorca. A Anglaterra, en canvi, va començar una dècada després, segons el que hi ha publicat a Internet (http://www.timeoutdoors.com), de boca del psicobloquer anglès Mike Robertson. El primer psicobloquer britànic va ser Nick Buckley, que a final de la dècada del 1980 va escalar la via The Conger a Swanage's Conner Cove. Però, encara que només fos un cas aïllat, a partir de la dècada dels anys 1090 es va començar a practicar el psicobloc a Anglaterra amb assiduïtat.
Aquest tipus d'escalada es practica a penya-segats. Els més famosos són els de Mallorca, així com les calanques de Marsella, algunes zones d'Irlanda, Sardenya, Grècia, Dorset i Devon i molts més.